# Allomarkgrafia laxiflora
Allomarkgrafia laxiflora är en oleanderväxtart som beskrevs av Alwyn Howard Gentry. Allomarkgrafia laxiflora ingår i släktet Allomarkgrafia och familjen oleanderväxter. Inga underarter finns listade i Catalogue of Life.